# Abbas El Fassi
‘Abbās El Fassi (al-Fāsī) in arabo عباس الفاسي (Berkane, 18 settembre 1940) è un politico e diplomatico marocchino, Primo ministro del Marocco dal settembre 2007 al novembre 2011.

## Biografia
Dal 1977 al 1981 è stato Ministro dell'Ambiente, poi Ministro dell'Artigianato e degli Affari Sociali dal 1981 al 1985. Passato all'attività diplomatica, diviene ambasciatore del Marocco in Tunisia e presso la Lega Araba dal 1985 al 1990, ed a seguirsi in Francia dal 1990 al 1994.
Di nuovo in politica nazionale, diviene Ministro dell'Occupazione, della Formazione professionale, dell'Evoluzione sociale e della Solidarietà dal 2000 al 2002. Re Mohammed VI ha nominato El Fassi Primo ministro il 19 settembre, dopo la vittoria alle elezioni parlamentari del 2007 del Partito dell'Indipendenza (Istiqlal), di cui è Segretario generale.